# 구의인
《구의인》(九义人)은 2023년 방송되었던 중국의 드라마이다.

## 소개
- 이 이야기는 어린 소녀의 경험을 바탕으로 포두, 소매치기, 귀부인, 서생 등 다양한 배경을 가진 9명의 인물을 무고한 소녀의 운명과 밀접하게 연결시켰다. 결국 모두가 힘을 모아 그녀를 위한 스릴 넘치는 복수의 여정을 펼치게 된다.

## 등장 인물
- 우첸 - 맹완 역
- 리자항 - 유신 역
- 차오전위 - 오렴 역
- 후이쉬안 - 인여란 역
- 탕정미 (湯晶媚) - 류삼량 역
- 양우동 (杨雨潼) - 전소령 역
- 하이루 - 황교교 역
- 백주 (白澍) - 이춘풍 역
- 장강악 (张康乐) - 심목 역
- 한엽주 (韩烨洲) - 풍대 역